# Poljana (Vrbovec)
Vrbovečka Poljana je selo južno od Vrbovca. 

## Povijest
Godine 1460. ovdašnji feudalni posjed pripada gornjem dijelu gospoštije Rakovec-Vrbovec. 
1496. g. ovdje postoji gospoštijska sučija i njezin sudac Mihalj. Oko 1500. g. on je literat (pravnik) i posjeduje imanje s 4 kuće. U isto vrijeme Bartol ima posjed u Poljani od 1 kuće. 
Od 1708. g. ovdje žive slobodnjaci koji do 1949. g. služe pod oružjem u gospoštijskoj banderiji.
Danas je vrbovečka Poljana nadomak jugozapadnom izlazu vrbovečke obilaznice i potencijal za naseljavanje novim stanovnicima.

## Stanovništvo
| broj stanovnika | 669   | 617   | 628   | 784   | 903   | 915   | 904   | 945   | 872   | 838   | 743   | 599   | 485   | 447   | 441   | 423   | 318   |
|                 | 1857. | 1869. | 1880. | 1890. | 1900. | 1910. | 1921. | 1931. | 1948. | 1953. | 1961. | 1971. | 1981. | 1991. | 2001. | 2011. | 2021. |

## Poznate osobe
- Mladen Horvat, hrvatski glumac i komičar